# Lazdynai

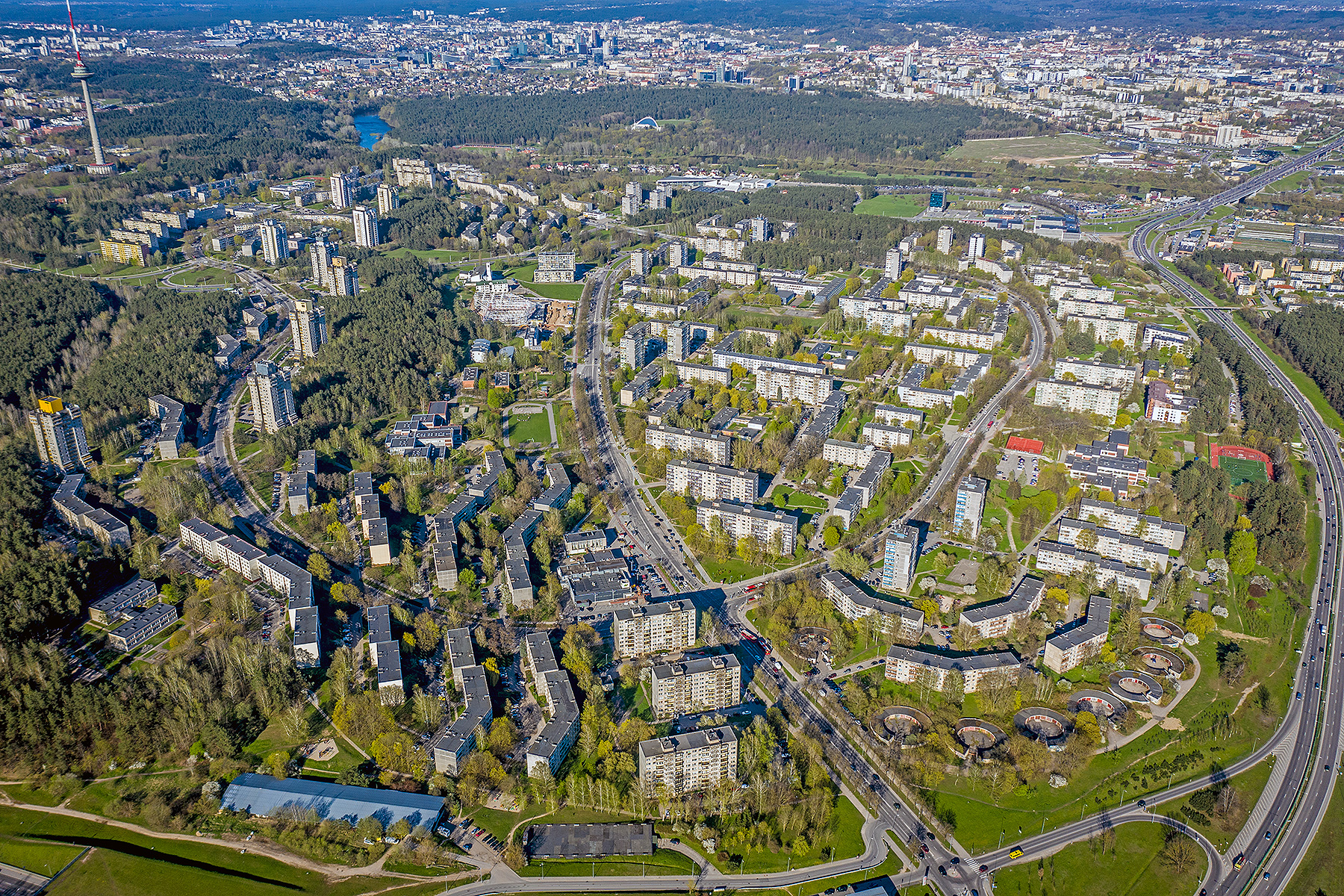
Luftbild des Stadtteils

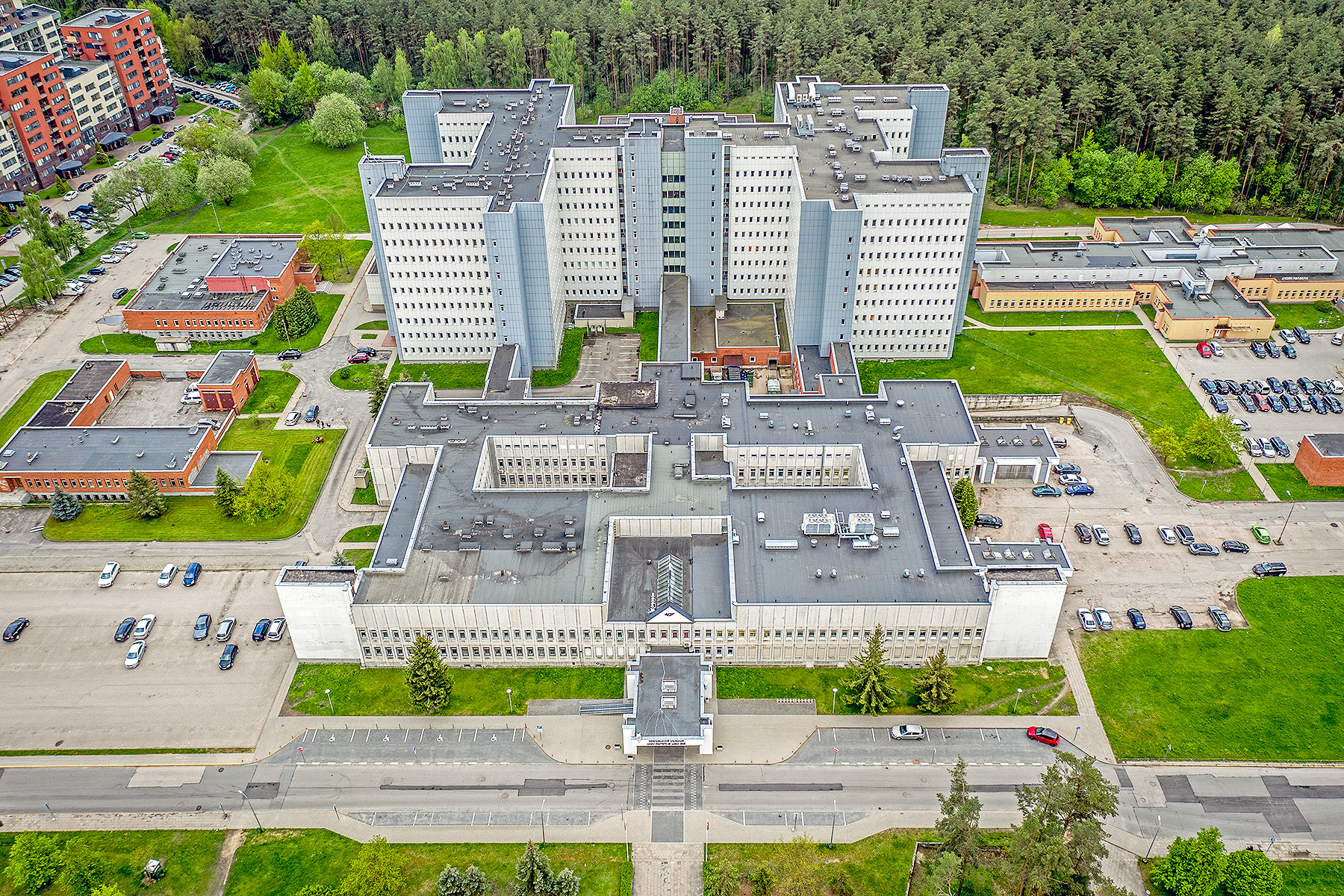
Universitätskrankenhaus Lazdynai

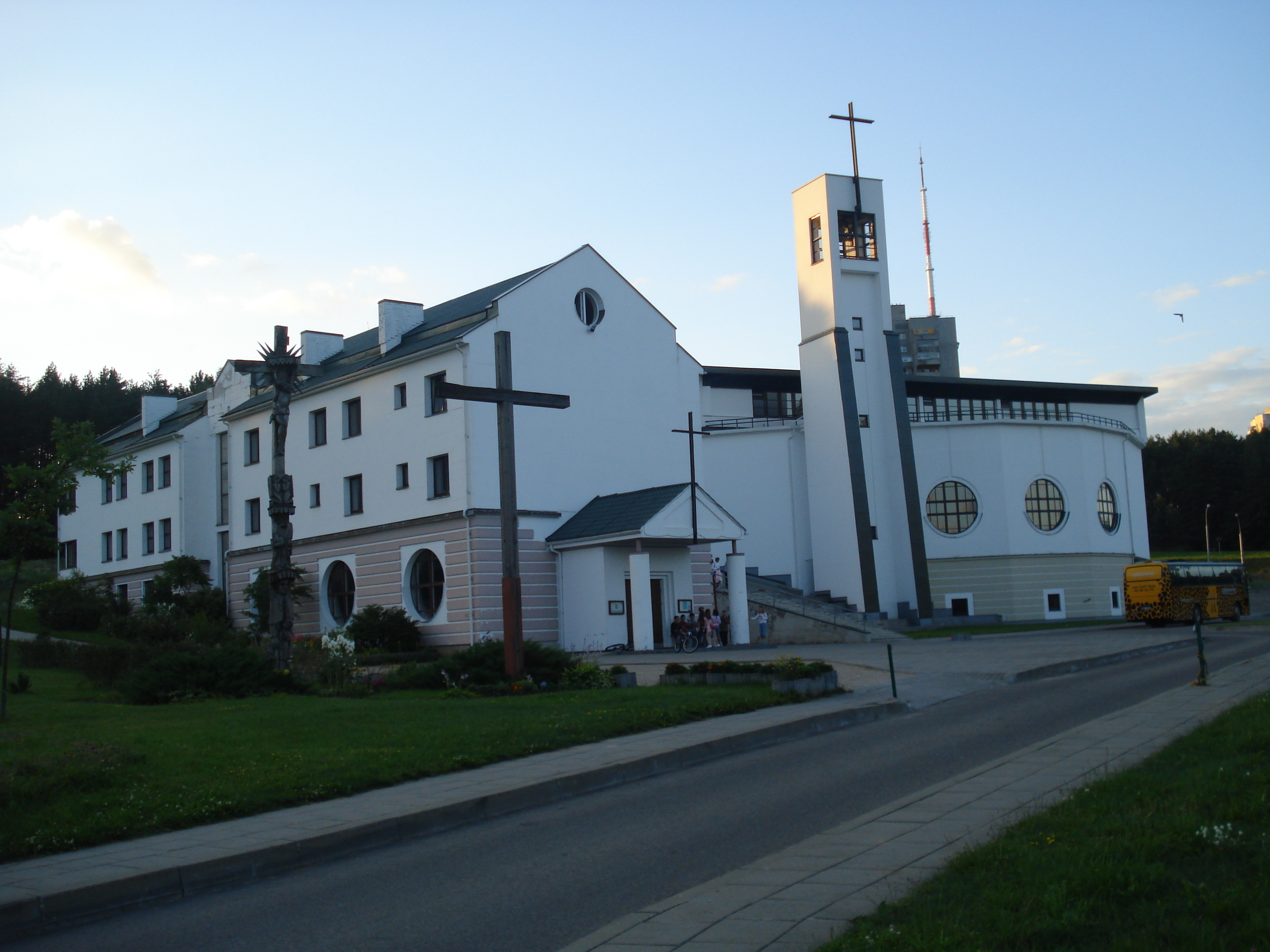
Kirche Lazdynai

Lazdynai (polnisch Leszczyniaki) ist ein Stadtteil der litauischen Hauptstadt Vilnius. Er liegt westlich der Innenstadt und gehört dem Amtsbezirk Lazdynai. In Lazdynai wohnen 32.000 Einwohner. In Lazdynai liegt die LITEXPO Exhibition Hall, ein Park. Es gibt die katholische Don-Bosco-Kirche, Schwimmbad Lazdynai, das Republikuniversitätskrankenhaus Vilnius.
Lazdynai hat wenige Straßen: Laisvės prospektas, Oslo gatvė, Architektų, Erfurto g., Žėručio, Bukčių, Lazdynėlių und Šiltnamių. Es gibt den Skulpturenpark Pasakų parkas, die Brücke Lazdynai. Von 2023 bis 2025 wird das „Upė“-Bauprojekt  von 700  Wohnungen mit 1–4 Zimmern unter Parodų g. 1 umgesetzt.

## Schulen
- Ąžuolyno-Progymnasium, Architektų g. 68
- Žėručio-Grundschule, Žėručio g. 15
- Sausio-13-osios-Schule, Architektų g. 166
- Minties-Gymnasium, Erfurto g. 23
- Mittelschule Lazdynai (russisch, polnisch), Žėručio g. 4
- Katholische „Versmės“-Gymnasium, Architektų g. 85

## Gymnasium
Das  „Minties“-Gymnasium Vilnius (litauisch: Vilniaus „Minties“ gimnazija) ist ein vierjähriges litauisches Gymnasium in Lazdynai. Es konzentriert sich auf die Vermittlung von Mathematik und Informatik. Sie wurde 1974 erbaut und als 40. Mittelschule Vilnius bezeichnet. 1994 wurde sie in Minties-Mittelschule umbenannt. 2003 wurde beschlossen, die Schule in ein vierjähriges Gymnasium umzuwandeln.
Im Jahr 2005 schlossen 92 Abiturienten ab und 83 % von ihnen setzten ihre Ausbildung an verschiedenen Universitäten und anderen Hochschulen fort. Am Gymnasium arbeiteten fast 60 Lehrkräfte (Stand: 2023). Unter Absolventen sind Vilniusser Vizebürgermeister Linas Kvedaravičius (* 1967), Musikerin Justė Arlauskaitė (* 1988), die Gebrüder Physiker Vizbaras (Gründer von UAB „Brolis semiconductors“) und andere.

## Andere Einrichtungen
- Republikuniversitätskrankenhaus Vilnius
- Schwimmbad Lazdynai
- Kloster und Kirche Lazdynai, katholisch